# Фентоламін
Фентоламін (англ. Phentolamine, лат. Phentolaminum) — синтетичний антигіпертензивний препарат, що належить до групи альфа-адреноблокаторів, має також гістаміноподібну активність. Фентоламін застосовується як перорально, так і внутрішньовенно, рідше внутрішньом'язово. Натепер фентоламін вважається застарілим препаратом, зокрема, його реєстрація в Україні завершилась ще в 2001 році.

## Фармакологічні властивості
Фентоламін — синтетичний лікарський препарат, що належить до групи альфа-адреноблокаторів. Механізм дії препарату полягає у блокуванні як центральних, так і периферичних адренорецепторів, що призводить до усунення дії α-адреностимулюючих гормонів (катехоламінів) на судини. Фентоламін діє як на постсинаптичні α1-адренорецептори, так і на пресинаптичні α2-адренорецептори. Наслідком дії препарату є розширення периферичних судин (більше артеріол та прекапілярів), зниження периферичного опору судин та зниження артеріального тиску. Фентоламін знижує тонус судин легень, підвищує ударний об'єм та хвилинний об'єм крові. Унаслідок застосування фентоламіну покращується кровопостачання м'язів, шкіри та слизових оболонок, проте це також супроводжується виникненням рефлекторної тахікардії. Препарат також блокує дію серотоніну, та має гістаміноподібну активність, наслідком чого є збільшення виділення шлункового соку, розширення капілярів та збільшення їх проникності. Фентоламін стимулює знижену, особливо при важкій серцевій недостатності, секрецію інсуліну, що покращує метаболізм міокарду. При застосуванні фентоламіну при феохромоцитомі він ніби спотворює ефекти норадреналіну, що посилює його гіпотензивний ефект. Фентоламін застосовувався для лікування хвороби Рейно, облітеруючого ендартеріїту, початкових стадіях гангрени унаслідок облітеруючого атеросклерозу судин нижніх кінцівок, акроціанозу, трофічних виразок нижніх кінцівок, лікування пролежнів та відморожень, а також для профілактики некрозу шкіри при потраплянні під шкіру норадреналіну, при гіпертензивних кризах. Проте натепер фентоламін застосовується переважно для діагностики феохромоцитоми або під час операції з приводу видалення феохромоцитоми. Фентоламін також може застосовуватися для проведення вазоактивного тесту для діагностики еректильної дисфункції, у цьому випадку він вводиться безпосередньо в судини статевого члена.

### Фармакокінетика
Фентоламін швидко, проте погано всмоктується у шлунково-кишковому тракті після перорального застосування, абсолютна біодоступність препарату становить близько 20 %, при внутрішньовенному введенні біодоступність фентоламіну складає 100 %. При повільному внутрішньовенному введенні препарату його максимальна концентрація досягається протягом 54 хвилин. Фентоламін у помірній кількості (на 54 %) зв'язується з білками плазми крові. Метаболізується препарат у печінці. Виводиться фентоламін з організму переважно із сечею у вигляді метаболітів, близько 30 % препарату виводиться з калом. Перод напіввиведення фентоламіну при струменевому внутрішньовенному введенні становить 19 хвилин, при пероральному застосуванні препарату більша частиа його метаболітів виводиться із організму протягом 24 годин.

## Покази до застосування
Фентоламін натепер переважно застосовують для лікування гіпертензивних кризів у хворих феохромоцитомою.

## Побічна дія
При застосуванні фентоламіну найчастішими побічними ефектами є артеріальна гіпотензія (у тому числі ортостатична), тахікардія, аритмія, приступи стенокардії. Зрідка, у людей, які тривалий час хворіють ішемічною хворобою серця. унаслідок введення фентоламіну може статися інфаркт міокарду. При застосуванні фентоламіну може також спостерігатися спазм мозкових артерій, запаморочення, загальна слабкість, біль у грудній клітці, закладеність носа, гіперемія шкіри, нудота, блювання, діарея, біль у животі, загострення виразкової хвороби.

## Протипоказання
Фентоламін протипоказаний при ішемічній хворобі серця, стенокардії, інфаркті міокарду (у тому числі перенесеному в минулому), артеріальній гіпотензії, підвищеній чутливості до препарату.

## Форми випуску
Фентоламін випускається у вигляді таблеток по 0,025 г та у вигляді порошку для ін'єкцій в ампулах по 0,005 г.